# Sarrola-Carcopino
Sarrola-Carcopino (Corsicaans: Sarrula è Carcupinu) is een gemeente in het Franse departement Corse-du-Sud (regio Corsica). De gemeente telde 3.250 inwoners op 1 januari 2022.
In de tweede helft van de 20e eeuw is de landbouwgemeente (veeteelt, groententeelt) gedeeltelijk verstedelijkt. Dit gebeurde voornamelijk langs de spoorweg (de wijken Caldaniccia en Mezzana) en de weg naar Ajaccio (de wijk Effrico).

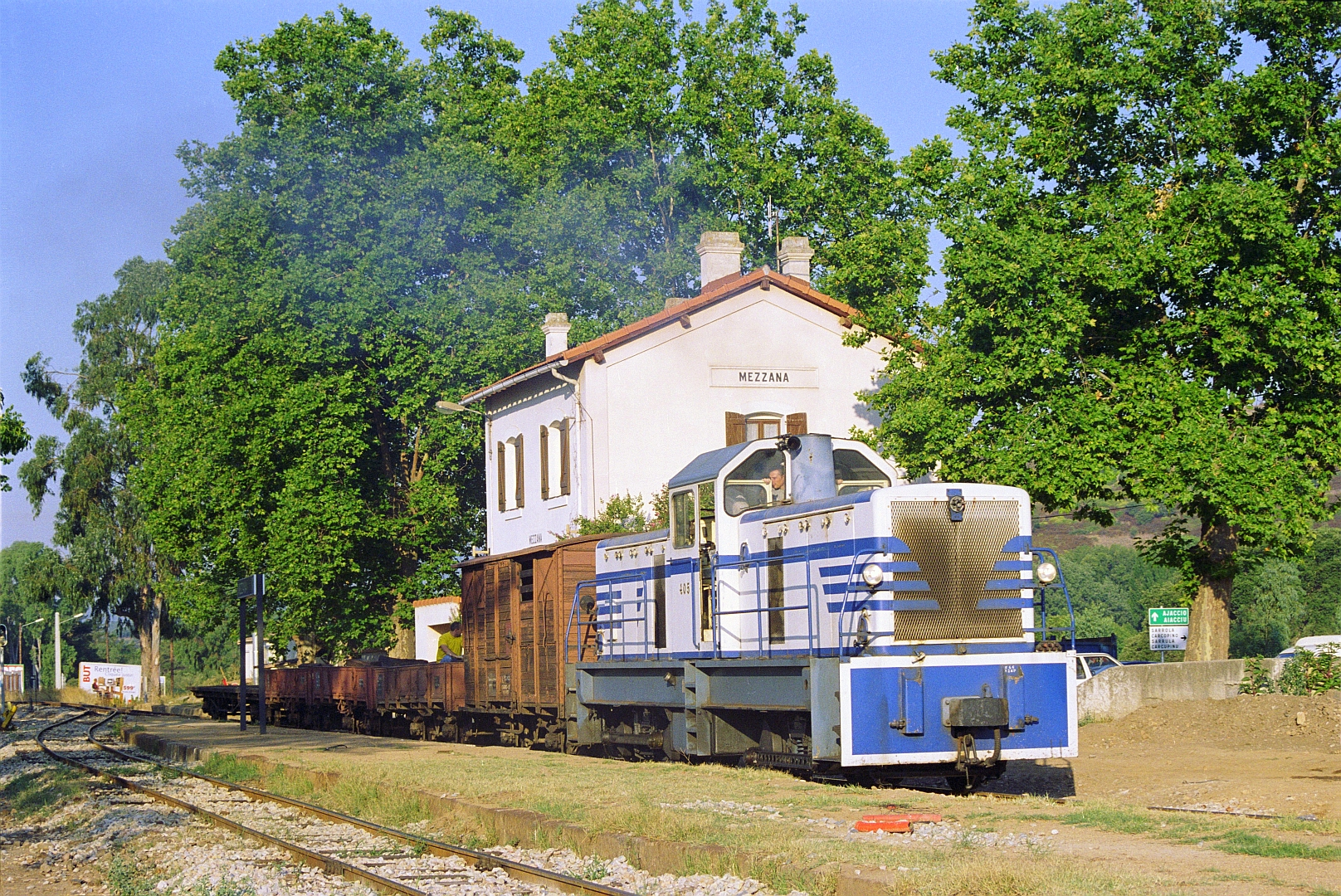
Station Mezzana

## Bezienswaardigheden
De parochiekerk Saint-Pierre aux Liens werd gebouwd in de middeleeuwen en gerestaureerd in 1871. Ander kerkelijk erfgoed zijn de kerk Notre-Dame du Rosaire uit 1607 en de kapel Sainte-Marie uit 1774.
De Caldaniccia-bron was al bekend in de Romeinse tijd. Dit is een bron op de rechteroever van de Gravona met een dagelijks debiet van 20.000 liter. Het bron water is 34,4 graden warm en is rijk aan zwavel. In de 19e en het begin van de 20e eeuw werd rond de bron een kuuroord uitgebaat. Het kanaal van de Gravona werd gegraven in de tweede helft van de 19e eeuw om drinkwater te transporteren naar Ajaccio. Het 19 kilometer lange kanaal werd uit dienst genomen in 1995.
Verder is er de Dolmen de Valle Bughja, die werd opgegraven in 1969.

## Geografie
De oppervlakte van Sarrola-Carcopino bedroeg op 1 januari 2022 27,01 vierkante kilometer; de bevolkingsdichtheid was toen 120,3 inwoners per km².
De gemeente ligt ten noorden van Ajaccio in de vallei van de Gravona. Ook de beek Pantanu stroomt door de gemeente.
De onderstaande kaart toont de ligging van Sarrola-Carcopino met de belangrijkste infrastructuur en aangrenzende gemeenten.

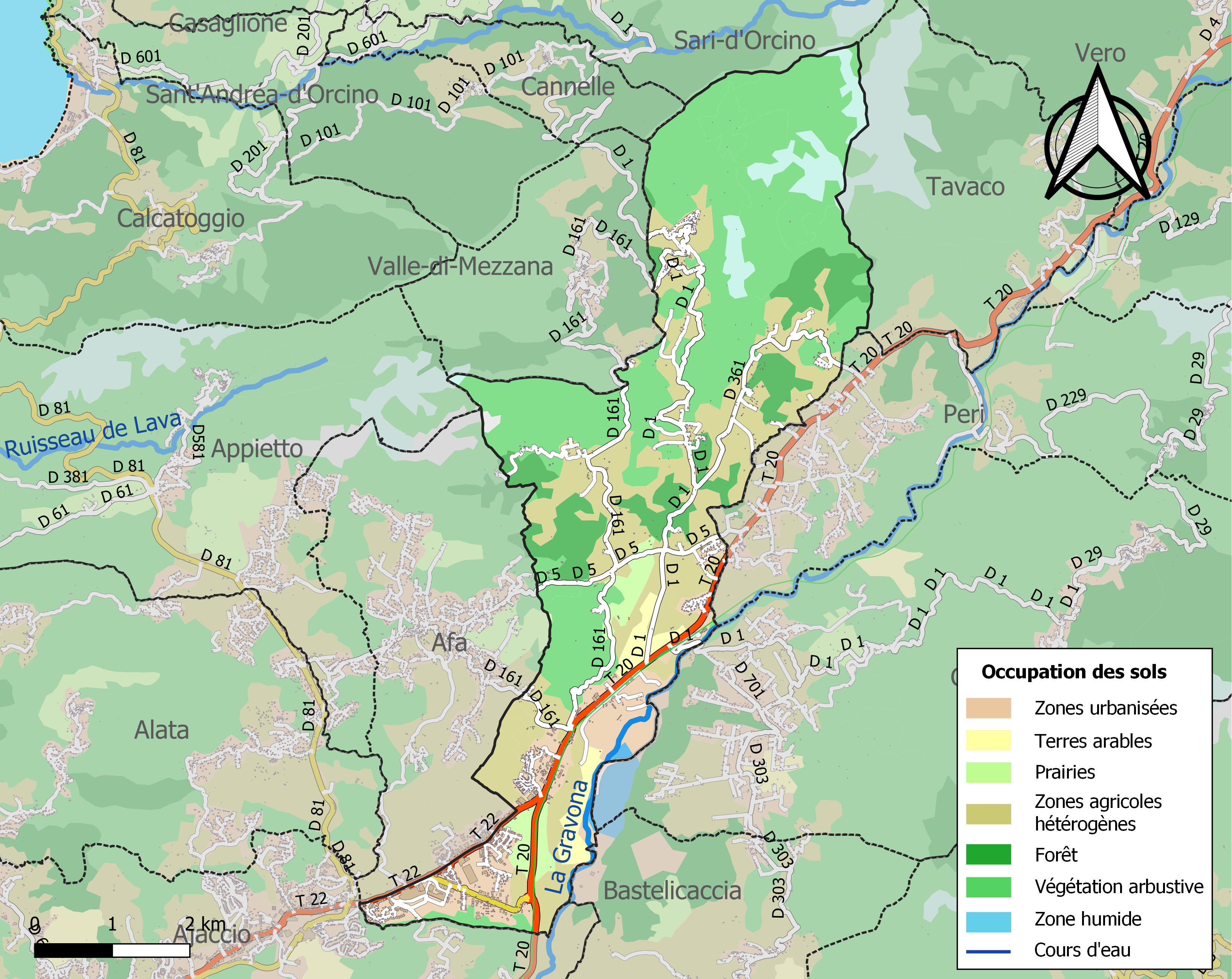

## Demografie
Onderstaande figuur toont het verloop van het inwonertal.
Vanwege een beveiligingsprobleem met de MediaWiki Graph-software is het momenteel niet mogelijk deze grafiek weer te geven. Zodra de software is bijgewerkt zal de grafiek vanzelf weer zichtbaar worden.